# Паоло Порпора
Паоло Порпора (італ. Paolo Porpora 1617, Неаполь — 1673, Рим) — італійський художник XVII століття, майстер натюрмортів і анімалістичного жанру.

## Життєпис
Належить до призабутих художників. За припущеннями, народився і мешкав у місті Неаполь. Художню майстерність опановував в Неаполі, в майстерні художника Джакомо Рекко, що був батьком неаполітанського майстра натюрмортів Джузеппе Рекко (1634–1695). Перше документальне свідоцто про художника знайдене під 1632 роком.
За свідоцтвами Бернардо де Домінічі працював також у майстерні художника Аньєлло Фальконе (1600–1665), майстра батальних картин.
1654 року відбув у Рим, де приєднався до офіційної  гільдії святого Луки у 1656–1658 роках. Це надавало право працювати в Римі на законних засадах. В Римі того часу працювало чимало художників із північних країн Європи, поєднаних у художнє товариство «Перелітні птахи». Щось подібне до анімалістичних творів Паоло Порпора робив художник Отто Марсеус ван Скрик, великий прихильник тварин і плазунів.
Паоло Порпора створював квіткові натюрморти, що надало підстави вважати, ніби на художню манеру неаполітанського митця вплинули твори нідерландських художників, майстрів квіткових натюрмортів. Однак, Паоло Порпора абсолютно ні на кого не схожий у власних картинах анімалістичного жанру — ні на сучасних йому італійських, ні на сучасних йому іноземних художників. Досить оригінальним він був і в створенні квіткових натюрмортів, даючи милуватись глядачам як окремими зразками квітів («П'ять півників, метелики і ящірка»), так і їх простим нагромадженням, жодне з котрих не поставлене у скляну вазу, розташовану поруч («Квіти поряд зі скляною вазою»).
Брав учнів у власну майстерню, серед них Джованні Баттіста Руопполо (1629–1693) та Онофріо Лоттом (помер 1717 року).

## Вибрані твори
- «Черепахи і жабки», Музей Каподімонте, Неаполь
- « Черепаха і краб», до 1656, Художній музей Нансі, Франція
- «Гриби, змія, жабка та ящірка», приватна збірка
- «Квіти і жабки», Національний музей Швеції, Стокгольм[1]
- «Натюрморт», Музей образотворчих мистецтв імені Пушкіна
- «Квіти», збірка Кіджи, Рим[1]
- «Квіти і качената», Валенсія, Іспанія[1]
- «Весняні квіти в скляній вазі», бл. 1660, приватна збірка

## Галерея

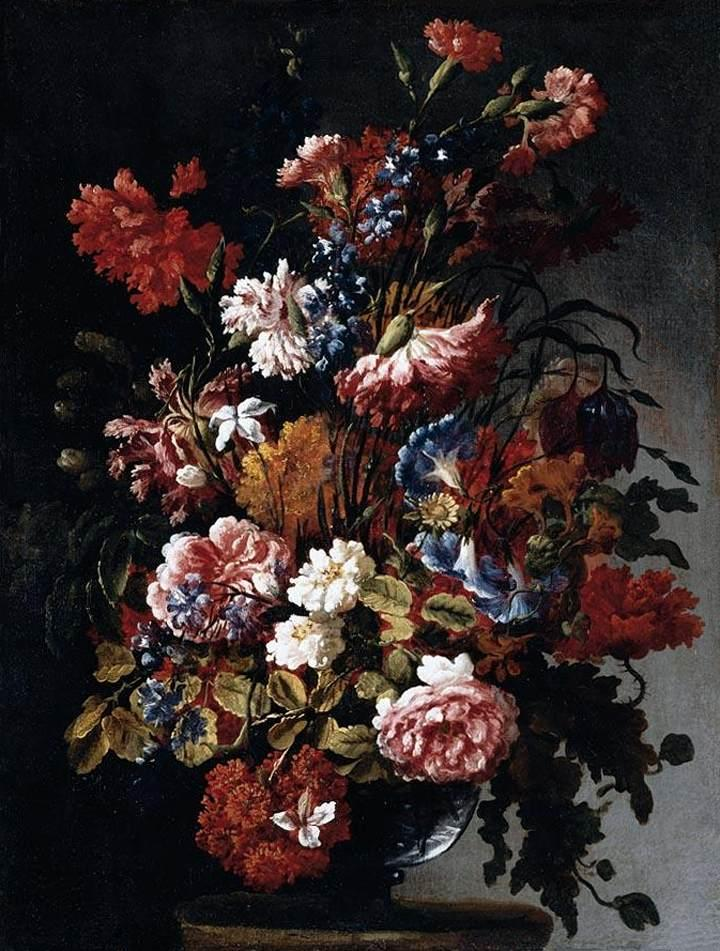
П. Порпора. «Весняні квіти в скляній вазі», бл. 1660, приватна збірка

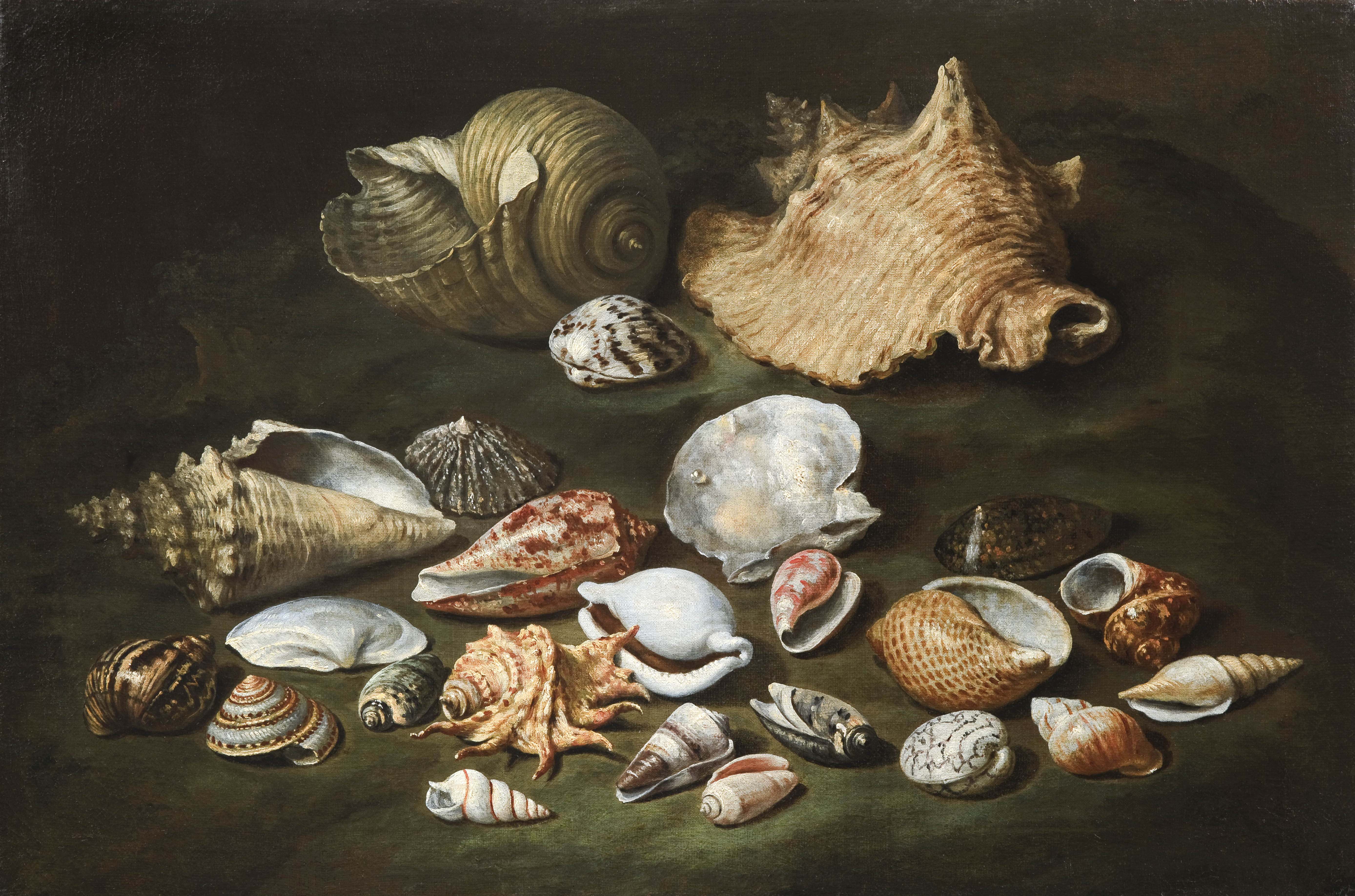
П. Порпора. «Колекція мушлей»

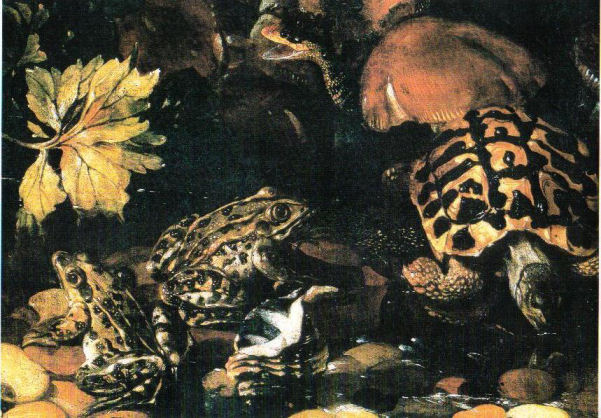
«Черепахи і жабки», Каподімонте, Неаполь
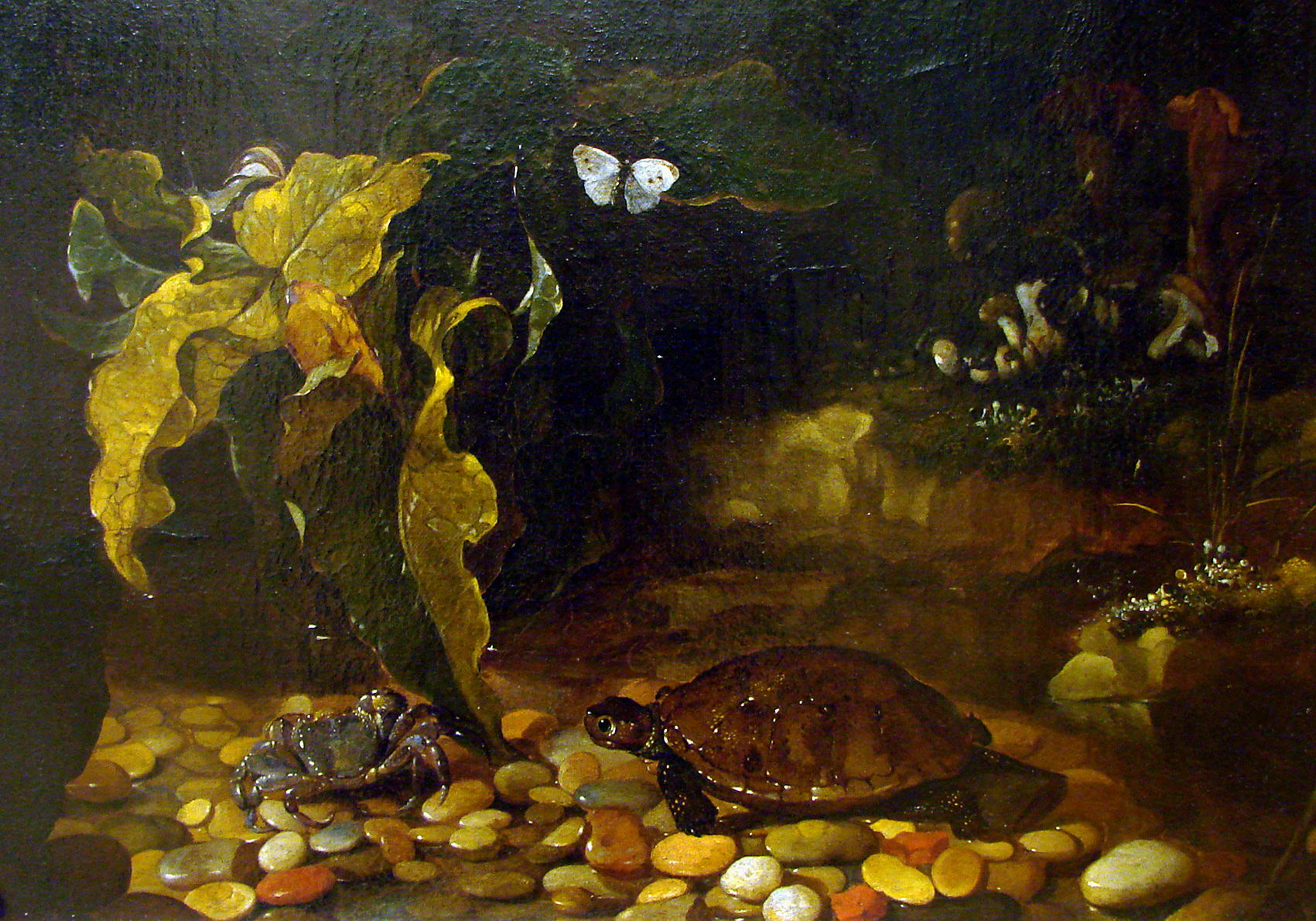
« Черепаха і краб», до 1656, Художній музей Нансі, Франція
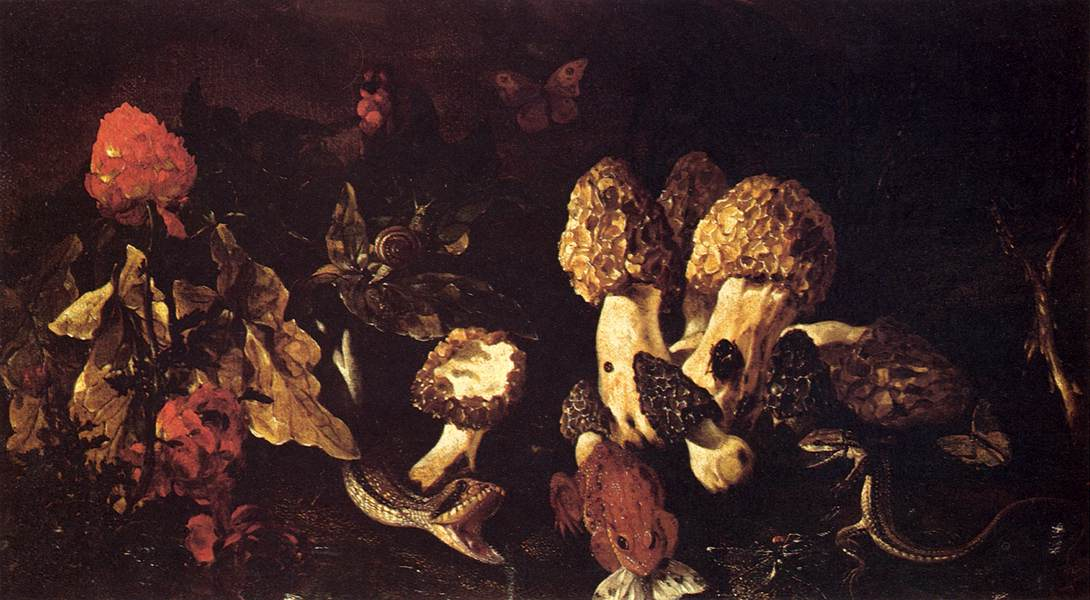
«Гриби, змія, жабка та ящірка», приватна збірка
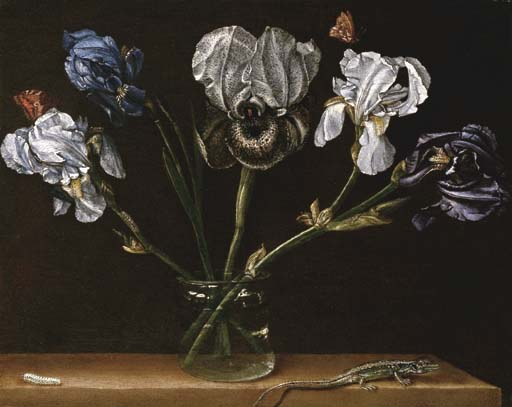
«П'ять півників, метелик і ящірка »
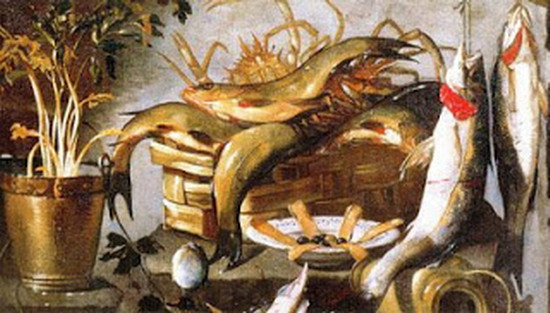
«Рослини і риби в плетеному кошику.»
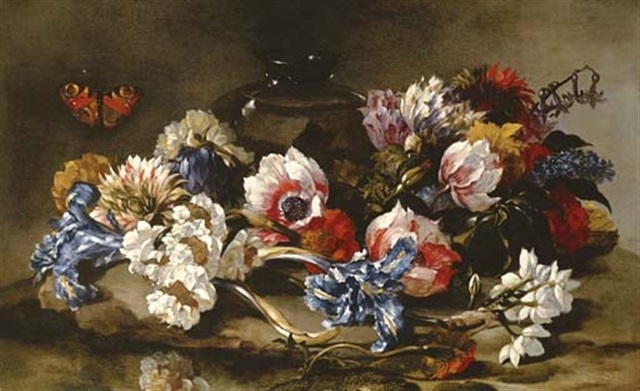
«Квіти поряд зі скляною вазою»